# Una cita, una fiesta y un gato negro
Una cita, una fiesta y un gato negro è un film argentino del 2009 scritto, diretto e prodotto da Ana Halabe.

## Trama
La vita di Gabriela, felicemente sposata con Marcelo e titolare di una florida attività commerciale, viene sconvolta dal ritorno della vecchia compagna di scuola Felisa, che porta con sé la nomea di attrarre la sfortuna.

## Produzione
Il film rappresentò l'opera prima della regista Ana Halabe, che scrisse anche la sceneggiatura e si occupò del montaggio, oltre a partecipare alla composizione della colonna sonora.
Originariamente, i protagonisti dovevano essere due uomini, poi la sceneggiatura venne riscritta per i personaggi di Gabriela e Felisa, su iniziativa della stessa Halabe.

## Accoglienza
Juan Pablo Russo su EscribiendoCine accostò lo stile pop della commedia a quello delle prime opere di Pedro Almodóvar e chiosò sostenendo "è un film nobile nonostante i suoi difetti, ed è anche vero che non intende molto di più che far divertire lo spettatore e tornare a casa con il sorriso sulle labbra dopo aver visto un'altra commedia".
Roger Koza affermò: "il suo problema non risiede né nella plausibile appartenenza a una tradizione umoristica del passato [...] Nemmeno l'abuso sleale delle sue terribili sottolineature musicali, onnipresenti e primitive, è il suo più grande difetto. La grande sfida di Halabe è stata quella di evitare che le sue scene sembrassero sketch televisivi ammucchiati in fretta, pronti ad essere utili e funzionali a una puerile tesi di psicologia. Quando l'umorismo viene sostituito da una presa di coscienza (di Gabriela e, quindi, degli spettatori), il film raggiunge il suo culmine in gag pure, di quelle che sul piccolo schermo e in pochi minuti producono un po' di divertimento".
Diego Martinez Pisacco su CineFreaks criticò negativamente la pellicola, definendola "un film pasticciato" e "un progetto destinato al fallimento fin dall'inizio" e affermò che Ana Halabe "non si distingue come autrice o come regista, tanto meno come compositrice".
Gastón Romero lo descrisse come "Un film la cui prima impressione sembra annunciare un grande disastro ma con il passare dei minuti si accetta ciò che si vede grazie al talento del suo regista che ha fatto un ottimo lavoro con il cast, che si gestisce con disinvoltura all'interno di una trama ricca di situazioni piene di umorismo".
La recensione di Asalallena evidenziò "un tono di cinema familiare che rasenta l'infantile", nonché "una sceneggiatura prevedibile, inquadrature che accentuano o sottolineano inutilmente le idee, un uso della musica e del suono che avverte tutto il tempo di ciò che sta per accadere e diversi momenti eccessivamente ingenui".
Il critico cinematografico de La Nación Adolfo C. Martínez apprezzò la fotografia e le musiche e scrisse: "nonostante il fatto che a volte la sceneggiatura abusi un po' delle continue sciocchezze, il film raggiunge il suo scopo di intrattenere le sue protagoniste, alle quali Julieta Cardinali e Leonora Balcarce hanno saputo dare la necessaria simpatia che questo duo richiedeva".
Juan Pablo Cinelli su Página/12 scrisse: "Esteticamente vicino al cinema di Enrique Carreras, ma con almeno 35 anni di distanza come aggravante, Una cita, una fiesta y un gato negro tenta un umorismo nero troppo sbiadito, privo di autentica trasgressione per essere efficace e, al contrario, sembra spesso basato su pericolosi pregiudizi. Come quei film degli anni '70 e parte degli anni '80, il film di Halabe è iper-musicizzato, sovra-sonoro, fotografato e montato in modo rudimentale. Come tocco finale, alla fine la morale diventa moralistica, complicando ulteriormente il collage che compone la storia. Al di là di questi argomenti, va evidenziato il lavoro di Rita Cortese, che riesce a salvare il suo personaggio".